# Müveddet Kadınefendi
Müveddet Kadinefendi (12. října 1893 - 1951) byla dcerou Kato Davuta Beye Çıhcıho a jeho konkubíny Ayşe Hanım. Byla provdána za osmanského sultána Mehmeda VI. a byla matkou prince Mehmeda Ertuğrula Efendiho. 

## Život
Už ve velmi nízkém věku byla Müveddet odvedena do paláce Çengelköy svojí tetou Habibe Hanim. Během služby v paláci se seznámila s princem Mehmedem a zamilovala se do něj. Dne 24. dubna 1911 se za něj provdala a stala se tak jeho třetí ženou. Rok po sňatku se jí narodil její jediný syn, Şehzade Mehmed Ertuğrul Efendi. V roce 1918, když se Mehmed stal sultánem, vzal si další ženu, İkinci Kadınefendi. 
Po rozpadu Osmanské říše odešla společně se sultánem do exilu do San Rema v Itálii. Zde žili na panském sídle. V roce 1929 se po smrti Mehmeda Müveddet odstěhovala do Alexandrie. Znovu se provdala 2. května 1932 za Şakira Beye Emipasazade. V roce 1936 se však rozvedli. V roce 1944 po smrti svého syna se chtěla vrátit do Istanbulu. V roce 1948 se do Turecka opravdu vrátila. 
Zemřela v roce 1950 v paláci, kde se poznala s Mehmedem a je pohřbena v hrobce u paláce. 

## Titul
- 3. července 1918 - 1. listopadu 1922:
- Devletlu İsmetlu Müveddet İkinci Kadınefendi Hazretleri (Její výsost druhá nejvyšší dáma sultánova, konkubína Müveddet)